# Onobrychis petraea
Onobrychis petraea är en ärtväxtart som först beskrevs av Carl Ludwig von Willdenow, och fick sitt nu gällande namn av Fisch.. Onobrychis petraea ingår i släktet esparsetter, och familjen ärtväxter. Inga underarter finns listade i Catalogue of Life.

## Bildgalleri

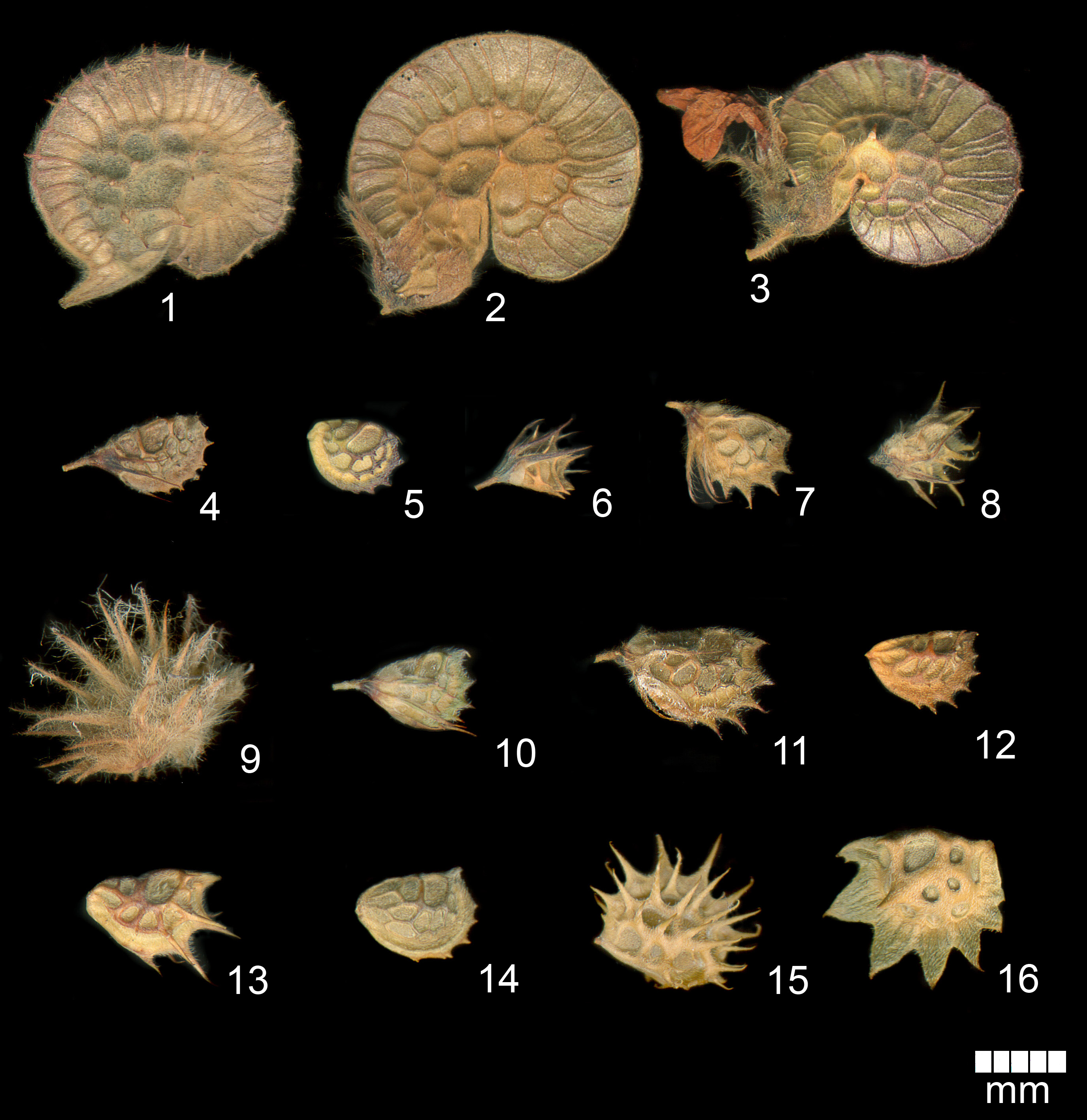